# Marta Bartrès i Calsapeu
Marta Bartrès i Calsapeu (Mataró, Maresme, 24 de març de 1983) és una portera d'hoquei sobre patins catalana, ja retirada.
Formada al Club Hoquei Mataró, hi va desenvolupar tota la seva carrera esportiva. Amb aquest club va aconseguir un subcampionat de la Lliga catalana i el tercer lloc al Campionat d'Espanya la temporada 2006-07. Internacional amb la selecció espanyola d'hoquei sobre patins, va debutar amb setze anys aconseguint el subcampionat d'Europa el 1999. Durant la dècada del 2000, va ser la portera indiscutible de la selecció estatal. Entre d'altres d'èxits, va ser campiona del Món el 2000, subcampiona el 2006 i medalla de bronze el 2002 i 2004. Va obtenir dos subcampionats d'Europa més el 2001 i 2003 i una medalla de bronze el 2005. Per altra banda, també va formar part de la primera selecció catalana d'hoquei sobre patins que va disputar un partit internacional el 2003 contra Portugal. Considerada la primera esportista mataronina en guanyar una medalla d'or a nivell mundial, va ser guardonada com a millor esportista de Mataró de l'any 2000. També va rebre l'ordre olímpica l'any 2002 del Comitè Olímpic Espanyol.

## Palmarès
Selecció espanyola
- 1 medalla d'or al Campionat del Món d'hoquei patins femení: 2000
- 2 medalles d'argent al Campionat del Món d'hoquei patins femení: 2006
- 2 medalles de bronze al Campionat del Món d'hoquei patins femení: 2002, 2004
- 3 medalles d'argent al Campionat d'Europa d'hoquei patins femení: 1999, 2001, 2003
- 1 medalla de bronze al Campionat d'Europa d'hoquei patins femení: 2005